# Guido Martina
Guido Martina (Carmagnola, 9 febbraio 1906 – Roma, 6 maggio 1991) è stato un fumettista, drammaturgo, regista, sceneggiatore, umorista e traduttore italiano, primo e fra i principali autori di storie a fumetti Disney del secondo dopoguerra e capostipite della scuola Disney italiana. Ideò le Parodie Disney con celebri storie come L'inferno di Topolino e molte altre entrate nella storia del fumetto italiano e creò celebri personaggi come Paperinik e, esterni alla Disney, Pecos Bill, che divenne uno dei più noti personaggi del fumetto western italiano.

## Biografia

### Gioventù
Quando nasce, suo padre Ermenegildo è docente liceale. Da Carmagnola la famiglia si trasferisce a Torino quando ha 16 anni; qui completa gli studi laureandosi in Lettere e Filosofia su insistenza del padre, mentre lui avrebbe preferito studiare ingegneria. A Pinerolo frequenta la Scuola di cavalleria. Per qualche tempo fa l'insegnante. Nel 1928 vince il secondo premio di un concorso indetto dal GUF per la produzione di una rivista teatrale goliardica, La Corte dei Miracoli, che realizza insieme a un certo Micheletti e che venne poi messa in scena al Teatro Odeon di Torino il 20 febbraio 1928 dalla Compagnia teatrale goliardica Camasio e Oxilia del capocomico Ovidio Borgondo. Nello stesso periodo scrive con la scrittrice e pittrice Tina Cordero (1899-1951) il dramma goliardico Aquilotti alle Termopili, che viene rappresentato a Roma dalla Compagnia Betrone.
Nei primi anni trenta, per un limitato periodo fa il giornalista per la Gazzetta del Popolo: il giornale lo incarica di realizzare un servizio su alcune sartine che celebrano un anniversario, ma è poco interessato a questo lavoro. Fonda insieme a Cordero una società cinematografica, la Futurista Film, per la quale realizza dei documentari occupandosi della sceneggiatura e della regia. Tra questi vi è il film sperimentale Velocità/Vitesse, scritto e diretto con Cordero e Pippo Oriani e presentato a Parigi nel marzo 1931.  In questo periodo frequenta gli ambienti futuristi e avanguardisti di Torino e della capitale francese, nella quale Martina e Cordero, sposatisi nel 1930, viaggiano più volte. Nel 1932 si trasferisce con la moglie a Domodossola, dove insegna al collegio Rosmini; due anni dopo lascia l'insegnamento e si trasferisce a Parigi dove resta cinque anni, realizzando vari documentari e cortometraggi come sceneggiatore e regista. La MGM/Gaumont lo incarica di realizzare un documentario sulla Legione straniera in Algeria, dove si reca. La passione per il cinema gli resta, tanto che ancora negli anni ottanta si diletta nella realizzazione di film a passo ridotto.
Nel 1938 rientra in Italia, dove inizia a scrivere sketch per la rubrica radiofonica di fantasie musicali Rivistina dell'EIAR, oltre a testi per riviste illustrate come Excelsior; con Morbelli, Angelo Nizza e l'illustratore Angelo Bioletto, scrive canovacci per il celebre varietà radiofonico I quattro moschettieri (1934-37). I quattro moschettieri prende le mosse dal romanzo di Alexandre Dumas, ma vi confluiscono parodie di tutto ciò che è di moda nel periodo, e Martina deve aver presente gli stilemi parodistici del programma quando scriverà le sue parodie Disney. Iniziata la guerra, viene richiamato come ufficiale di cavalleria in Libia, dove venne fatto prigioniero dagli inglesi; dopo l'armistizio di Cassibile è spostato in Polonia, da dove viene deportato in un campo di concentramento nazista in Austria.

### Dopoguerra
Dopo la Liberazione, tornò a casa a piedi, vivendo un periodo di ingente miseria. Riuscì a pubblicare un romanzo incentrato sulla recente esperienza di guerra, Tramonto a est, edito dalle Edizioni Alpe nel 1945. Nello stesso anno venne chiamato a dirigere il giornale umoristico Fra' diavolo, ma la direzione e la sua collaborazione effettiva inizieranno nel marzo 1946, con la rubrica satirica Posto di blocco.

#### Produzione a fumetti disneyana
Nello stesso periodo inizia a collaborare con la Mondadori, per la quale traduce storie a fumetti Disney di produzione statunitense per il settimanale Topolino, ancora pubblicato in formato giornale. Nel 1949 la collaborazione continua anche per la nuova edizione di Topolino, ora edito in formato libretto, per il quale continua a occuparsi di tradurre storie a fumetti di produzione estera, oltre a sceneggiare delle didascalie o dialoghi "di collegamento" tra le storie americane, di per sé slegate, per conferire loro unità. Proprio su Topolino cominciò una fervida attività di sceneggiatore, soprattutto di fumetti Disney: fu lo stesso Arnoldo Mondadori a proporgli questa attività, poiché le storie Disney di produzione americana erano insufficienti per la nuova edizione del periodico. La prima storia Disney a essere pubblicata fu Topolino e il cobra bianco, che esordì nel 1948 negli ultimi 26 numeri dell'edizione in formato "giornale" e si concluse sul primo numero della nuova edizione tascabile, nell'aprile 1949. Questa storia è disegnata dal suo amico Angelo Bioletto. Per Topolino, su cui per molti anni fu pressoché l'unico sceneggiatore Disney italiano, Martina curava la maggior parte dei redazionali e le rubriche Confidenze di Gambadilegno, Io so quasi tutto (dove il più delle volte inventa da sé le lettere cui rispondere) e Il tè delle cinque. In questo tipo di contributi è noto per le umoristiche invettive contro le sue colleghe redattrici, in particolare contro Enza Pecchi, prima calligrafa di Topolino e moglie di Nadir Quinto.
Martina dà il nome italiano ad Archimede Pitagorico, a Paperon de' Paperoni e alla Banda Bassotti. Crea anche il genere delle Parodie Disney, nelle quali si rivisitano capolavori della letteratura interpretati da personaggi Disney: la prima che sceneggia è L'inferno di Topolino, disegnata da Bioletto e pubblicata su Topolino libretto a partire dal n. 7 del 1949, nella quale Topolino e Pippo vivono un viaggio nell'Inferno dantesco, incontrando, nel ruolo di dannati o messaggeri, vari personaggi disneyani. Come nell'originale dantesco, le didascalie sono in endecasillabi in rima incatenata, e le pene dei dannati seguono la regola del contrappasso; le trovate includono riferimenti satirici alla società italiana dell'epoca, quali il Totocalcio, i fiammiferi dei Monopoli di Stato che non si accendono mai, la gara tra i film di Totò ed Erminio Macario. La storia riceve l'approvazione della Disney e fu l'unica ad avere l'indicazione dell'autore, "Verseggiatura di G. Martina", un'eccezione a una regola ferrea che sarebbe rimasta immutata per oltre tre decenni. Seguiranno altre trenta parodie di classici come Paperino Don Chisciotte (1956), Paperopoli liberata (1967), Paperino di Bergerac (1981).

#### Produzione a fumetti non disneyana
Nel dopoguerra per la Mondadori sceneggia anche fotoromanzi (Avventuroso Film, poi diventata Bolero Film), e storie a fumetti per altri editori come il Corriere dei Piccoli, per il quale scrive Le Quattro Stelle (1948) e La città d'oro (1949), entrambe disegnate da Nadir Quinto. Altri fotoromanzi comparvero sul periodico Luna Park, ma la loro collocazione cronologica è ancora incerta.
Nel 1949 crea la versione a fumetti del cowboy Pecos Bill per la collana Albi d'Oro della Mondadori, che divenne uno degli eroi più popolari del fumetto western italiano, pubblicato per 165 albi fino al 1955 e poi più volte ristampata, disegnati inizialmente da Raffaele Paparella, al quale si aggiungono poi Pier Lorenzo De Vita, Roy D'Amy e Gino D'Antonio. Il successo del personaggio è tale da generare per la prima volta in Italia un vasto fenomeno di merchandising, con la vendita di oggetti e giocattoli legati al cowboy, e da entrare in competizione per qualche anno con Tex. Un'altra serie western fu Oklahoma, ma fu di breve durata, pubblicata sempre sugli Albi d'Oro dal 1952 al 1953. Scrive anche storie per Cucciolo e Tiramolla e un saggio scientifico per ragazzi, L'amico satellite (Mondadori, 1959). A voler la sua vittoria sono gli studenti della città di Pontremoli, chiamati a votare come giuria popolare: infatti, sin dall'inizio il vincitore del Premio è segnalato da una votazione su cartoline postali imbucate dagli studenti. Nel 1957 esce per Fabbri, in doppia versione (I Classici e Libri magnifici), il libro Le avventure di Pecos Bill, una storia illustrata del personaggio scritta da lui.
Alla fine degli anni cinquanta è uno dei coautori delle prime edizioni della TV dei ragazzi.

### Anni sessanta e settanta
Nel 1960 i rapporti con Arnoldo Mondadori si incrinano, a causa di ristampe delle sue storie di Pecos Bill in una serie di settimanali molto venduti, gli Albi di Pecos Bill, per le quali non venne interpellato, e fra il 1961 e il 1962 si dedica alla realizzazione di fumetti storici per Il Vittorioso; per sopperire alla sua mancanza , Mario Gentilini, direttore di Topolino, assume nuove leve. Martina riprende a collaborare per Topolino nel 1966, preferendo tuttavia usare come prestanome la moglie Renata Rizzo (detta "Gina"). Nell'inganno sembra cadere anche l'esperto di fumetti Franco Fossati, che nel suo libro Disney Made in Italy assegna appunto a Renata Rizzo - il cui nome compare nella fatture - ben 36 storie Disney tra il 1966 e il 1968, in realtà interamente attribuibili al marito, il quale riprende a firmarle nel 1968 da Topolino e i ribelli di Brillifrilly (Topolino n. 659 del 14 luglio 1968).
Nel 1969 Mario Gentilini, direttore di Topolino, ebbe l'idea di creare un personaggio ispirato a quelli del fumetto nero italiano, come Diabolik, particolarmente apprezzati in quel periodo. Gentilini, come dichiarato da Guido Martina stesso, aveva pensato a un Topolinik, ma Martina suggerì di sfruttare invece Paperino, ritenendolo più adatto. In seguito, l’idea iniziale è stata attribuita anche alla redattrice Elisa Penna, che sarebbe stata ispirata dal parodistico Dorellik, ma questa affermazione, oltre a non corrispondere a quanto dichiarato a suo tempo da Martina stesso, è stata più volte smentita anche da altri protagonisti.
Questo portò alla realizzazione di Paperinik il diabolico vendicatore, disegnata da Giovan Battista Carpi. La versione noir del personaggio ottenne un grande successo, tanto da farlo diventare il protagonista di molte storie fino ai primi anni novanta, disegnate principalmente da Massimo De Vita. Sempre a Martina in questi anni si deve la creazione di Paperinika, alter-ego di Paperina, oltre alle storie ambientate nel West di Topolino Kid e Pippo Sei Colpi.
Si trasferisce nel 1969 a Roma per dare inizio a una collaborazione con la Lancio, per la quale scrive alcuni fotoromanzi, ma l'esperienza è di breve durata. Rimane comunque a Roma.
Per l'Enciclopedia Disney, edita da Mondadori nel 1972, scrive 11 dei 24 volumi e, insieme alla moglie, scrive i testi per In giro per il mondo con Disney, opera in 21 volumi edita dalla Mondadori nel 1976.

### Anni ottanta e novanta
Nel 1980, con l'avvento di Gaudenzio Capelli alla direzione di Topolino e di Franco Fossati alla supervisione delle sceneggiature, il numero di storie di Martina pubblicate sulle testate Disney si ridusse progressivamente, presumibilmente perché ritenute troppo violente e ciniche, o comunque non adeguate alle nuove linee editoriali. Infatti i nuovi supervisori delle sceneggiature, dapprima Fossati e poi Massimo Marconi (subentrato nel 1985), stabilirono di bandire dalle storie i comportamenti moralmente discutibili di personaggi "buoni" come Paperone (che nelle storie di Martina spesso e volentieri violava la legge), nonché il turpiloquio e le scene eccessivamente violente; inoltre, nel tentativo di rendere le trame meno ripetitive, si cercò di disincentivare la produzione di storie basate su canovacci eccessivamente usati in passato (soprattutto da Martina), come le indagini poliziesche di Topolino in collaborazione con Basettoni oppure le vicende in cui Rockerduck si alleava con i Bassotti (ad esempio nelle storie di Paperinik). In conseguenza delle nuove linee guida stabilite da Fossati, gli eccessi tipici delle storie di Martina non furono più tollerati, almeno nelle storie di ambientazione contemporanea, per cui tornò a concentrarsi sulla produzione di parodie e storie in costume.
Ci furono anche casi di disegnatori che rifiutarono di disegnare, in parte o in tutto, alcune sceneggiature di Martina a causa della loro "scorrettezza politica". Nel 1979 Luciano Bottaro si rifiutò di disegnare tre pagine della storia Zio Paperone e il benemerito del lavoro perché esse dipingevano «i disoccupati come scansafatiche soddisfatti del loro stato di esclusi dal mondo del lavoro». Romano Scarpa dichiarò di aver rifiutato di disegnare una sceneggiatura di Martina (che poi non fu più pubblicata) perché troppo lontana dal suo modo di concepire i personaggi Disney:
Nella prima metà degli anni ottanta, Guido Martina scrisse alcune parodie e storie in costume di buon livello, disegnate da Giovan Battista Carpi o da Romano Scarpa che spesso rimaneggiavano la sceneggiatura originaria con il proposito di migliorarla (Carpi motivò le modifiche attuate sostenendo che le ultime sceneggiature di Martina risentissero di una certa stanchezza). Nel 1982 uscirono Paperino e il vento del Sud (disegnata e rimaneggiata da Carpi) e La storia di Marco Polo detta Il Milione (disegnata e rimaneggiata da Scarpa), mentre l'anno successivo vennero pubblicate La saga di Messer Papero e di Ser Paperone e Topolino presenta: Cristoforo Colombo (entrambe disegnate e rimaneggiate da Carpi). Infine, nei numeri 1518 e 1519 di Topolino (30 dicembre 1984-6 gennaio 1985), fu pubblicata la grande parodia Buck alias Pluto e il richiamo della foresta, disegnata da Scarpa, che fu per un quinquennio l'ultima storia inedita di Martina pubblicata nelle testate Disney, nonostante in una intervista del 1987 avesse dichiarato di continuare a scrivere a getto continuo.
Massimo Marconi, all'epoca supervisore delle sceneggiature, intervenendo sul forum del Papersera, ha spiegato che Martina continuò effettivamente a sfornare sulla trentina di sceneggiature all'anno fino alla morte ma che, nonostante gli venissero pagate per garantirgli una rendita, non furono approvate per la pubblicazione perché ritenute di scarsa qualità o comunque non adeguate alle nuove linee editoriali:
(Massimo Marconi)
Soltanto tre storie inedite verranno pubblicate sulle testate Disney tra il 1990 e il 1991, una delle quali (Paperino e il veloce velocipede, pubblicata su Topolino) venne completamente riscritta da Alessandro Sisti; l'ultima, La risposta di Paperinik, fu pubblicata postuma su Paperino Mese.
Nel 1987 Martina annunciò un progetto che gli stava particolarmente a cuore:
L'autore si riferisce sicuramente al progetto noto come Storia d'Italia a fumetti interpretata dai personaggi Disney, la cui pubblicazione, pur data per imminente in un'apposita collana Disney, non ebbe mai luogo. Secondo la testimonianza di Luca Boschi, che ha visionato personalmente le sceneggiature dattiloscritte in questione in quanto era stato incaricato dalla redazione «di ricavarne qualcosa di salvabile», Martina aveva scritto «decine di puntate» della cosiddetta Geografia storica d'Italia a fumetti con i personaggi Disney, incentrate su «fatti e curiosità legati a città e paesi della Penisola», ma la redazione non le approvò per la pubblicazione disponendone l'archiviazione. Secondo Boschi il motivo della mancata pubblicazione andrebbe ricercato nel declino creativo dell'autore, le cui ultime sceneggiature (comprese le poche effettivamente pubblicate) risentivano di una certa «stanchezza» e «prevedibilità».
A inizio 1991 venne ricoverato in gravi condizioni in una clinica romana, dove venne intervistato sorretto dalla moglie Renata, in vista della ripubblicazione dei suoi albi di Pecos Bill dall'Editoriale Dardo; morì il 6 maggio 1991, a 85 anni. Le spoglie riposano nel Cimitero Flaminio.
A Guido Martina sono stati intitolati un largo a Roma nel quartiere Mezzocammino, nei pressi del Parco dei fumetti, una via a Carmagnola e lo Spazio giovani adulti della Biblioteca civica di Carmagnola.